# 贾恩·鲁尼
贾恩·鲁尼（英語：Giaan Rooney，1982年11月15日—），澳大利亚女子游泳运动员。她曾代表澳大利亚参加2000年和2004年夏季奥林匹克运动会游泳比赛，获得一枚金牌和二枚银牌。